# Димитров, Георги Михов
Гео́рги Ми́хов Димитро́в (болг. Георги Михов Димитров, известен как Г. М. Димитров — Гемето; 15 апреля 1903, деревня Ени чифлик, близ Эдирне, Османская империя — 28 ноября 1972, Вашингтон, США) — болгарский политический деятель, лидер Болгарского земледельческого народного союза «Пладне».

## Биография
Вступил в Болгарский земледельческий народный союз (БЗНС) в 1922. В 1923 году он начал изучать дипломатией в Свободном университете политических и экономических наук (ныне Университет национального и мирового хозяйства), a в 1929 году Окончил медицинский факультет в Загребе в 1929, доктор медицины. Занялся активной политической деятельностью, в 1932—1933 входил в состав правления БЗНС «Александр Стамболийский» (левого крыла «земледельцев»), а затем — постоянного присутствия БЗНС «Объединённого» («Александр Стамболийский» и «Врабча-1»). После переворота 19 мая 1934 года находился в оппозиции к монархическому режиму, возглавлял полулегальную умеренную группу в БЗНС «Александр Стамболийский». В январе 1941 года организовал массовую акцию против подготовки присоединения Болгарии к Тройственному пакту, созданному Германией, Японией и Италией. Однако акция не помешала правительству страны присоединиться к пакту, и Димитров перешёл на нелегальное положение, а вскоре покинул Болгарию. В 1941—1944 жил в эмиграции в Каире, где при поддержке властей Великобритании основал и возглавил Болгарский национальный комитет и радиостанцию «Свободная и независимая Болгария».
После переворота 9 сентября 1944 года и прихода к власти просоветского правительства Г. М. Димитров вернулся в Болгарию. На национальной конференции БЗНС в октябре 1944 года он бы избран главным секретарём постоянного присутствия Союза. Его тесные связи с англичанами вызывали подозрение со стороны СССР, а стремление сохранить политическую независимость БЗНС вызвало конфликт с коммунистами, стремившимися к политическому доминированию в стране. Под давлением советского правительства и коммунистов он в январе 1945 года ушёл в отставку с поста лидера БЗНС. Обвинённый в апреле 1945 года в подготовке антинародного и антисоветского заговора, Димитров был помещён под домашний арест, откуда 24 мая бежал при помощи британской разведки и укрылся в здании представительства США в Софии. 25 мая он был официально исключён из рядов БЗНС. В сентябре 1945 года ему было разрешено выехать в Италию, а оттуда — в США.
В 1947 году Димитров вместе с другими эмигрантами из стран Восточной Европы создал Земледельческий комитет (Зелёный фронт) с целью борьбы против коммунистических режимов в этих странах. Возглавлял эмигрантский Болгарский национальный комитет.
В его честь в Софии назван бульвар и станция метро. В болгарской столице установлен памятник трём лидерам БЗНС, находившимся в оппозиции коммунистам — доктору Г. М. Димитрову, Николе Петкову, казнённому в 1947, и Димитру Гичеву, многие годы проведшему в заключении.
Дочь Г. М. Димитрова — Анастасия Димитрова-Мозер, болгарский политический деятель, главный секретарь БЗНС (1992—1997), депутат Народного собрания.